# Гірден Герман
Гірден Герман (англ. Heerden Herman, 20 грудня 1990) — південноафриканський плавець.
Учасник Олімпійських Ігор 2012 року.